# Pohár mistrů evropských zemí 1984/1985
Sezóna 1984/85 byla 30. ročníkem Poháru mistrů evropských zemí. Jejím vítězem se stal italský klub Juventus FC.
Ročník byl velmi poznamenán tragédií při finálovém zápase na Heysel Stadium, při které zahynulo 39 diváků a přibližně 600 lidí bylo zraněno. To vedlo k zákazu účasti anglických týmů v evropských pohárech po dobu 5 let. Liverpool, jehož řádící fanoušci incident zavinili, se evropských pohárů nesměl zúčastnit 6 let.

## První kolo
| Domácí v 1. zápase      | Celkem | Hosté v 1. zápase       | 1. zápas | 2. zápas |
| ----------------------- | ------ | ----------------------- | -------- | -------- |
| Ilves                   | 1–6    | Juventus FC             | 0–4      | 1–2      |
| Grasshopper Club Zürich | 4–3    | Budapešť Honvéd         | 3–1      | 1–2      |
| Vålerenga IF            | 3–5    | AC Sparta Praha         | 3–3      | 0–2      |
| Labinoti Elbasan        | 0–6    | Lyngby                  | 0–3      | 0–3      |
| Bordeaux                | 3–2    | Athletic Bilbao         | 3–2      | 0–0      |
| FC Dinamo București     | 5–3    | Omonia                  | 4–1      | 1–2      |
| PFK Levski Sofia        | 3–31   | Stuttgart               | 1–1      | 2–2      |
| Trabzonspor             | 1–3    | FK Dněpr Dněpropetrovsk | 1–0      | 0–3      |
| Aberdeen FC             | 3–32   | Dynamo Berlin           | 2–1      | 1–2      |
| Austria Vídeň           | 8–0    | Valletta FC             | 4–0      | 4–0      |
| Lech Poznań             | 0–5    | Liverpool FC            | 0–1      | 0–4      |
| CZ Bělehrad             | 3–4    | Benfica SL              | 3–2      | 0–2      |
| Avenir Beggen           | 0–17   | IFK Göteborg            | 0–8      | 0–9      |
| ÍA                      | 2–7    | KSK Beveren             | 2–2      | 0–5      |
| Feyenoord               | 1–2    | Panathinaikos           | 0–0      | 1–2      |
| Linfield FC             | 1–13   | Shamrock Rovers         | 0–0      | 1–1      |

1 PFK Levski Sofia postoupil do dalšího kola díky více vstřeleným brankám na hřišti soupeře.
2 Dynamo Berlin zvítězilo na penalty.
3 Linfield FC postoupil do dalšího kola díky více vstřeleným brankám na hřišti soupeře.

## Druhé kolo
| Domácí v 1. zápase | Celkem | Hosté v 1. zápase       | 1. zápas | 2. zápas |
| ------------------ | ------ | ----------------------- | -------- | -------- |
| Juventus FC        | 6–2    | Grasshopper Club Zürich | 2–0      | 4–2      |
| AC Sparta Praha    | 2–1    | Lyngby                  | 0–0      | 2–1      |
| Bordeaux           | 2–1    | FC Dinamo București     | 1–0      | 1–1      |
| PFK Levski Sofia   | 3–31   | FK Dněpr Dněpropetrovsk | 3–1      | 0–2      |
| Dynamo Berlin      | 4–5    | Austria Vídeň           | 3–3      | 1–2      |
| Liverpool FC       | 3–2    | Benfica SL              | 3–1      | 0–1      |
| IFK Göteborg       | 2–22   | KSK Beveren             | 1–0      | 1–2      |
| Panathinaikos      | 5–4    | Linfield FC             | 2–1      | 3–3      |

1 FK Dněpr Dněpropetrovsk postoupil do další fáze díky více vstřeleným brankám na hřišti soupeře.
2 IFK Göteborg postoupil do další fáze díky více vstřeleným brankám na hřišti soupeře.

## Čtvrtfinále
| Domácí v 1. zápase | Celkem | Hosté v 1. zápase       | 1. zápas | 2. zápas |
| ------------------ | ------ | ----------------------- | -------- | -------- |
| Juventus FC        | 3–1    | AC Sparta Praha         | 3–0      | 0–1      |
| Bordeaux           | 2–21   | FK Dněpr Dněpropetrovsk | 1–1      | 1–1      |
| Austria Vídeň      | 2–5    | Liverpool FC            | 1–1      | 1–4      |
| IFK Göteborg       | 2–3    | Panathinaikos           | 0–1      | 2–2      |

1 Bordeaux postoupilo do dalšího kola díky vítězství v penaltovém rozstřelu.

## Semifinále
| Domácí v 1. zápase | Celkem | Hosté v 1. zápase | 1. zápas | 2. zápas |
| ------------------ | ------ | ----------------- | -------- | -------- |
| Juventus FC        | 3–2    | Bordeaux          | 3–0      | 0–2      |
| Liverpool FC       | 5–0    | Panathinaikos     | 4–0      | 1–0      |

## Finále
| 29. května 1985           |        |              |                                                                         |
| Juventus FC               | 1–0    | Liverpool FC | Heysel Stadium, Brusel diváci: 59 000 rozhodčí: André Daina (Švýcarsko) |
| Michel Platini 56' (pen.) | Report |              | Heysel Stadium, Brusel diváci: 59 000 rozhodčí: André Daina (Švýcarsko) |

## Vítěz
| Pohár mistrů evropských zemí 1984/85 Juventus FC (1. titul) Stefano Tacconi, Luciano Favero, Antonio Cabrini, Massimo Bonini, Sergio Brio, Gaetano Scirea , Massimo Briaschi, Marco Tardelli, Paolo Rossi, Michel Platini, Zbigniew Boniek, Luciano Bodini, Nicola Caricola, Cesare Prandelli, Bruno Limido, Beniamino Vignola Trenér: Giovanni Trapattoni |